# Ourapteryx magnifica
Ourapteryx magnifica là một loài bướm đêm trong họ Geometridae.